# Lliga de São Vicente de futbol
La Lliga de São Vicente de futbol és la lliga regional de l'illa de São Vicente, Cap Verd. El campió disputa la lliga capverdiana de futbol.

## Clubs participants temporada 2014/15
| - Académica - Amarante - Batuque - Derby - Falcões do Norte - Mindelense - Ribeira Bote - Salamansa | - Calhau - Castilho - Corinthians - Farense - Ponta Pon - São Pedro |

## Historial
Font:
- 1932: CS Mindelense
- 1933: CS Mindelense
- 1934: CS Mindelense
- 1935: CS Mindelense
- 1936: CS Mindelense
- 1937: Sporting de São Vicente
- 1938: Sporting de São Vicente
- 1939: Sporting de São Vicente
- 1940: CS Mindelense
- 1941: CS Mindelense
- 1942: CS Mindelense
- 1943: CS Mindelense
- 1944: GD Amarante
- 1945: GD Amarante
- 1946: CS Mindelense
- 1947: CS Mindelense
- 1948: Académica (Mindelo)
- 1949: CS Mindelense
- 1950: CS Mindelense
- 1951: CS Mindelense
- 1952: CS Mindelense
- 1953: Académica (Mindelo)
- 1954: CS Mindelense
- 1955: CS Mindelense
- 1956: CS Mindelense
- 1957: CS Mindelense
- 1958: CS Mindelense
- 1959: CS Mindelense
- 1960: CS Mindelense
- 1961: GD Amarante
- 1962: CS Mindelense
- 1963: Académica (Mindelo)
- 1964: Académica (Mindelo)
- 1965: FC Derby
- 1966: CS Mindelense
- 1967: Académica (Mindelo)
- 1968: CS Mindelense
- 1969: CS Mindelense
- 1970: CS Mindelense
- 1971: CS Mindelense
- 1972: Académica (Mindelo)
- 1972-73: GS Castilho
- 1973-74: GS Castilho
- 1974-75: CS Mindelense
- 1975-76: CS Mindelense
- 1976-77: CS Mindelense
- 1977-78: CS Mindelense
- 1978-79: CS Mindelense
- 1979-80: CS Mindelense
- 1980-81: CS Mindelense
- 1981-82: CS Mindelense
- 1982-83: FC Derby
- 1983-84: FC Derby
- 1984-85: FC Derby
- 1985-86: FC Derby
- 1986-87: Académica (Mindelo)
- 1987-88: CS Mindelense
- 1988-89: CS Mindelense
- 1989-90: CS Mindelense
- 1990-91: no es disputà
- 1991-92: CS Mindelense
- 1992-93: CS Mindelense
- 1993-94: CS Mindelense
- 1994-95: Académica (Mindelo)
- 1995-96: CS Mindelense
- 1996-97: CS Mindelense
- 1997-98: CS Mindelense
- 1998-99: GD Amarante
- 1999-00: FC Derby
- 2000-01: FC Derby
- 2001-02: Batuque FC
- 2002-03: Batuque FC
- 2003-04: Académica (Mindelo)
- 2004-05: FC Derby
- 2005-06: CS Mindelense
- 2006-07: Académica (Mindelo)
- 2007-08: FC Derby
- 2008-09: CS Mindelense
- 2009-10: Batuque FC
- 2010-11: CS Mindelense
- 2011-12: Batuque FC
- 2012-13: CS Mindelense
- 2013-14: FC Derby
- 2014-15: CS Mindelense
- 2015-16: CS Mindelense
- 2016-17: CS Mindelense
- 2017-18: CS Mindelense
- 2018-19: CS Mindelense